# Durbe
Durbe ( výslovnost) je město v Lotyšsku a správní centrum stejnojmenného kraje. V roce 2010 zde žilo 620 obyvatel.
V bitvě na břehu přilehlého jezera porazilo 13. července 1260 vojsko litevského kmene Žemajtů spojené síly Teutonského a Livonského řádu.